# Archidiecezja trnawska

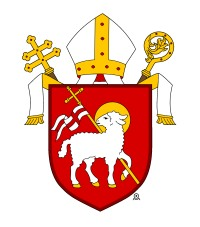
herb diecezji

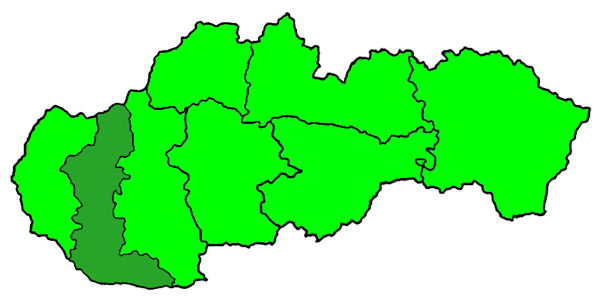
Archidiecezja trnawska (kolor ciemnozielony)

Archidiecezja trnawska (łac. Archidioecesis Tyrnaviensis, słow. Trnavská rímskokatolícka arcidiecéza) – katolicka archidiecezja słowacka położona w południowo-zachodniej części kraju. Siedziba arcybiskupa znajduje się w katedrze św. Jana Chrzciciela w Trnawie.

## Historia
Tereny obecnego arcybiskupstwa należały od średniowiecza do archidiecezji ostrzyhomskiej. W 1918 r. po klęsce Austro-Węgry i ich rozpadzie powstała niepodległa Czechosłowacja, w granicach której znalazła się część arcybiskupstwa ostrzyhomskiego. W związku z tym papież Pius XI utworzył na tych terenach administraturę apostolską archidiecezji ostrzyhomskiej ze stolicą w Trnawie.
30 grudnia 1977 r. papież Paweł VI konstytucją apostolską Praescriptionum sacrosancti przekształcił administraturę apostolska w archidiecezję, a następnie ustanowił ją siedzibą metropolii trnawskiej (konstytucja apostolska Qui divino).
31 maja 1995 r. decyzją papieża Jana Pawła II została ona przekształcona w archidiecezję bratysławsko-trnawską z konkatedrą w Bratysławie (kościół św. Marcina).
Ostatnia zmiana miała miejsce 14 lutego 2008 r. papież Benedykt XVI dokonał podziału archidiecezji bratysławsko-trnawskiej na dwie samodzielne archidiecezje. Siedziba metropolity została przeniesiona do stolicy Słowacji, natomiast archidiecezja trnawska została sufraganią bratysławskiej prowincji kościelnej.
Pierwszy arcybiskup-ordynariusz abp Ján Sokol, który do tej pory był metropolitą trawsko-bratysławskim zachował prawo do noszenia paliusza do czasu przejścia na emeryturę.

## Biskupi
- Biskup diecezjalny – abp Ján Orosch
- Biskup senior – abp Ján Sokol
- Biskup senior – abp Róbert Bezák

## Podział administracyjny
Archidiecezja trnawska składa się z 12 dekanatów:
- Dekanat Dunajská Streda
- Dekanat Galanta
- Dekanat Hlohovec
- Dekanat Hurbanovo
- Dekanat Komárno
- Dekanat Nemšová
- Dekanat Nové Mesto nad Váhom
- Dekanat Piešťany
- Dekanat Sereď
- Dekanat Šaľa
- Dekanat Trnava A
- Dekanat Trnava B

## Główny Patron
- św. Jan Chrzciciel